# 冷杉異燕麥
冷杉山燕麦（学名：Helictotrichon hideoi），别名冷杉异燕麦，为禾本科山燕麦属下的一个种。

## 扩展阅读
- 維基物種上的相關：冷杉山燕麦